# EP3 (мініальбом Pixies)
EP3 — п'ятий мініальбом американської групи Pixies, який вийшов 24 березня 2014 року.

## Композиції
1. Bagboy – 4:53
2. Silver Snail – 3:29
3. Ring the Bells – 3:35
4. Jaime Bravo"– 4:24